# Верховский, Владимир Михайлович
Владимир Михайлович Верховский (Верховской) (13 [25] июля 1835, Кострома — 1 [14] декабря 1916, Стрельна) — чиновник Министерства путей сообщения, тайный советник.

## Биография
Родился 13 (25) июля 1835 года в Костроме. Отец — майор в отставке, предводитель дворян Макарьевского уезда Михаил Иванович Верховский (1781—1863) — представитель костромской ветви Верховских. Мать — Ольга Карловна, урождённая Толь (1803—1868).
Окончил вторую Московскую гимназию с серебряной медалью и занесением на «золотую» доску в 1854 году. Поступил на физико-математический факультет Московского университета и в 1858 году окончил его со степенью кандидата; был награждён серебряной медалью за оригинальную теорию сводов. Экстерном окончил Институт инженеров путей сообщения с производством в поручики. В службу вступил 2 июня 1860 года
. В дальнейшем был переименован в гражданский чин.
Служил на различных железных дорогах начальником отделений и дистанций; с 1871 года — инспектор заграничных заказов в Англии, Бельгии, Германии. Был управляющим и членом правления нескольких железных дорог.
В ноябре 1876 года был назначен начальником Военно-дорожного управления полевого Управления военных сообщений; с 1878 по 1885 год — технический советник Центральной инспекции железных дорог. 24 марта 1885 года был произведён в действительные статские советники. С 1889 года — директор Департамента, член Совета по железнодорожным делам (1889—1916). 2 апреля 1895 года был произведён в тайные советники. Верховский был также членом Совета министра путей сообщения (1910—1916), представителем Министерства путей сообщения в правлении КВЖД по делам Уссурийской железной дороги.
Составил «Краткий исторический очерк начала и распространения железных дорог в России по 1897 г. включительно». (Вып. 1-2. СПб., 1898—1901).
Умер 1 (14) декабря 1916 года в Стрельне. Был похоронен рядом с супругой на кладбище Троице-Сергиевой пустыни.

## Награды
В числе прочих наград имел российские и иностранные ордена:
Российские
- Орден Святого Станислава 2-й степени (1876)
- Орден Святой Анны 2-й степени (1878)
- Орден Святого Владимира 3-й степени (1889)
- Орден Святого Станислава 1-й степени (1891)
- Орден Святой Анны 1-й степени (1897)
- Орден Святого Владимира 2-й степени (1901)
- Орден Белого орла (1905).

Иностранные
- Бельгийский орден Леопольда II, командорский крест (1885)
- Французский орден Почётного легиона, командорский крест (1889)
- Персидский орден Льва и Солнца 2-й степени (1890)
- Французский орден Почётного легиона, большой офицерский крест (1901)

## Семья
Женился в Москве 27 сентября 1861 года на Эмилии Романовне (Робертовне) Левстрем (04.09.1842 — 13.08.1901), дочери Роберта Ивановича (?-1848) и Марии Ивановны (?-1863) Левстерм. Их дети:
- Константин (1862—1863)
- Борис (1863—1939), врач
- Андрей (1864—1923), инженер путей сообщения
- Клавдий (1866 — после 1930), прокурор, действительный статский советник
- Пётр (1867—1940), капитан 2-го ранга, действительный статский советник; начальник Новороссийского порта (1917—1920).
- Александр (1869—1874)
- Владимир (1871—1878)
- Михаил (1872—1911), морской офицер, старший помощник начальника Санкт-Петербургского порта
- Николай (01.1874 — 12.1874)
- Сергей (1876—1954), инженер путей сообщения
- Елена (04.1878 — 12.1878)
- Павел (1880—1943), доктор церковного права, профессор.
- Татьяна (1881—1940), замужем за Б. П. Овсянниковым
- Ольга (1883—1942), преподаватель иностранных языков в средних школах Ленинграда.